# Estación de Badajoz
Az Estación de Badajoz egy vasútállomás Spanyolországban, Badajoz településen.

## Vasútvonalak
Az állomást az alábbi vasútvonalak érintik:
- Ciudad Real–Badajoz-vasútvonal

## Kapcsolódó állomások
A vasútállomáshoz az alábbi állomások vannak a legközelebb:
- Estación de La Garrovilla
- Estación de Santa Eulália
- Elvas train station